# Satranala decussilvae
Satranala decussilvae là loài thực vật có hoa thuộc họ Arecaceae. Loài này được Beentje & J.Dransf. miêu tả khoa học đầu tiên năm 1995.